# Acourtia
Acourtia là một chi thực vật có hoa trong họ Cúc (Asteraceae).

## Loài
Chi Acourtia gồm các loài: